# Produktionsästhetik
Die Produktionsästhetik (lateinisch producere, vorführen; altgriechisch αἴσθησις aísthesis, Wahrnehmung) ist ein Terminus der Literaturwissenschaft.

## Begriffsbestimmung
Die Produktionsästhetik ist eine Richtung der Literaturtheorie und ihr nachfolgender Kunsttheorien, die ihr besonderes Gewicht auf Fragen nach den Ursachen, Regeln und Funktionen der Kunstherstellung (Literatur, Bildende Kunst, Musik) legt. Gelungene Produktion wird dabei seit der Antike als ein komplexer Prozess aus dem Zusammenwirken der jeweils zu bestimmenden Faktoren von Wissen und handwerklicher Kunstfertigkeit gefasst. Die an den Produktionsbegriff geknüpfte Bedeutung
des Gebrauchswertes des Herstellens bringt Produktionsästhetik in die Nähe soziokultureller Praktiken.
Die Produktionsästhetik wird eingesetzt als Gegenbegriff oder Ergänzung zu Analysemodellen wie Rezeptionsästhetik, Werkimmanenz oder Materialästhetik. Dabei kann der künstlerische Arbeitsprozess erforscht werden, Poetologien untersucht oder der historische Wandel von künstlerischen Strategien und Techniken aufgezeigt werden.